# Pandanus liberiensis
Pandanus liberiensis är en enhjärtbladig växtart som beskrevs av Huynh. Pandanus liberiensis ingår i släktet Pandanus och familjen Pandanaceae.
Artens utbredningsområde är Liberia. Inga underarter finns listade.